# إسماعيل حاجي أوغلي
إسماعيل حاجي أوغلي هو ممثل تركي ولد في 30 نوفمبر 1985.

## روابط خارجية
- إسماعيل حاجي أوغلي على موقع IMDb (الإنجليزية)
- إسماعيل حاجي أوغلي على موقع روتن توميتوز (الإنجليزية)
- إسماعيل حاجي أوغلي على موقع ألو سيني (الفرنسية)
- إسماعيل حاجي أوغلي على موقع أول موفي (الإنجليزية)
- إسماعيل حاجي أوغلي على موقع قاعدة بيانات الفيلم (الإنجليزية)
- إسماعيل حاجي أوغلي على موقع كينوبويسك (الروسية)